# Ястребова Валентина Яківна
Ястребова Валентина Яківна (нар. 31 липня 1949, м. Запоріжжя - пом. 15 грудня 2021,  Запоріжжя) – професор кафедри педагогіки та методик навчання, начальник відділу післядипломної педагогічної освіти, кандидат педагогічних наук (1998), професор, доцент (2004), Заслужений працівник освіти України (2006), Відмінник освіти України.

## Життєпис
Валентина Яківна Ястребова народилася 31 липня 1949 року в Запоріжжі. Після закінчення школи одразу вступила до Запорізького педагогічного інституту на філологічний факультет, який закінчила за спеціальністю «вчитель російської мови та літератури» у 1970 році.

## Професійна діяльність
- 1971 - старша піонервожата восьмирічної школи № 74;

- Організатор позакласної та позашкільної роботи середньої школи № 49;

- вчитель російської мови та літератури, організатор позакласної та позашкільної роботи середньої школи № 51 м. Запоріжжя;

- 1983–1991 років — методист з роботи з педагогічними кадрами, інспектор шкіл Ленінського районного відділу освіти Запоріжжя;

- 1991–2001 - директор Запорізької середньої школи № 30[1];

- 1998 - захист дисертації на здобуття наукового ступеня кандидата педагогічних наук «Управління пізнавальною діяльністю учнів старших класів загальноосвітніх шкіл (за матеріалами вивчення гуманітарних дисциплін)» у Центральному інституті післядипломної педагогічної освіти АПН України;

- 2001 – проректор з навчально-методичної роботи Запорізького обласного інституту післядипломної освіти[2];

- 2019 - професор кафедри педагогіки та методик навчання, начальник відділу перепідготовки та підвищення кваліфікації у Хортицькій національній академії.

## Звання та нагороди
- 2006 - почесне звання Заслужений працівник освіти України[3];
- нагрудний знак МОН України «Відмінник освіти»;
- 2009 - нагороджена нагрудним знаком «Василя Сухомлинського»[3];
- 2009 - Почесна грамота Верховної Ради України "За особливі заслуги перед Українським народом" [3];
- грамотами Міністерства освіти і науки України;
- 2014 - орден ІІІ ступеня Запорізької обласної ради[3];
- 2015 - нагороджена медаллю "За особистий внесок у розвиток міста Запоріжжя"[3];
- 2019 - Почесна грамота Національної академії педагогічних наук України[3].

## Галузь наукових інтересів
- філософія освіти, 
- теорія і практика управління навчальними закладами.